# Mammon
Mammon er et ord som bruges i Bibelen om jordisk gods eller om en tankegang som sætter materiel rigdom højt. I Matthæusevangeliet 6,24 siger Jesus: "Ingen kan tjene to herrer. Han vil hade den ene og elske den anden, eller holde sig til den ene og foragte den anden. I kan ikke tjene både Gud og Mammon."
Ordet "Mammon" stammer fra det græske ord "μαμωνᾶς" (mammonas), som blev brugt i Det Nye Testamente i Bibelen. I kristendommen bruges udtrykket ofte i en negativ sammenhæng, hvor det betegner penge som en slags afgud, der fører mennesker væk fra Gud og moralske værdier. Ifølge denne tankegang kan Mammon anses for at være en personificering af grådighed og materialisme.
| Artikelstump | Spire Denne artikel om penge eller valuta er en spire som bør udbygges. Du er velkommen til at hjælpe Wikipedia ved at udvide den. |